# Rossford
Rossford es una ciudad ubicada en el condado de Wood en el Estado estadounidense de Ohio. En el Censo de 2010 tenía una población de 6293 habitantes y una densidad poblacional de 456,29 personas por km².

## Geografía
Rossford se encuentra ubicada en las coordenadas 41°35′52″N 83°33′23″O / 41.59778, -83.55639. Según la Oficina del Censo de los Estados Unidos, Rossford tiene una superficie total de 13.79 km², de la cual 13 km² corresponden a tierra firme y (5.75%) 0.79 km² es agua.

## Demografía
Según el censo de 2010, había 6293 personas residiendo en Rossford. La densidad de población era de 456,29 hab./km². De los 6293 habitantes, Rossford estaba compuesto por el 94.84% blancos, el 1.65% eran afroamericanos, el 0.37% eran amerindios, el 0.94% eran asiáticos, el 0% eran isleños del Pacífico, el 0.86% eran de otras razas y el 1.35% pertenecían a dos o más razas. Del total de la población el 3.48% eran hispanos o latinos de cualquier raza.